# Чемпіонат світу з футболу 2010 (кваліфікаційний раунд, КОНКАКАФ)
Чемпіонат світу з футболу 2010 (кваліфікаційний раунд, Північна Америка) — відбірковий турнір серед національних чоловічих збірних з футболу країн-членів Конфедерації країн Північної, Центральної Америки і зони Карибського моря (КОНКАКАФ) за право участі у фінальній частині чемпіонату світу з футболу 2010 року.
За результатами турніру право виступати на мундіалі вибороли збірні команди США, Мексики та Гондурасу. Команда, що зайняла за результатами цього кваліфікаційного раунду четверте місце, — збірна Коста-Рики розігрувала ще одне місце на чемпіонаті у матчах плей-оф проти представника КОНМЕБОЛ, який посів п'яте місце у кваліфікаційному турнірі в Південній Америці, збірною Уругваю. За результатами плей-оф гору взяли уругвайці і таким чином КОНКАКАФ був представлений у фінальній частині чемпіонату світу 2010 лише трьома командами.

## Формат
Участь у змаганні брали 35 національних збірних, 11 з яких припинили боротьбу за результатами першого раунду турніру, ще 12 — за результатами другого раунду. Решта 12 команд для Третього раунду були розділені на 3 групи по 4 збірних у кожній. Найкращі дві команди з кожної з груп Третього раунду проходили до Четвертого раунду, під час якого всі 6 команд-учасниць грали між собою груповий турнір (по два матчі кожна з кожною). За результатами цього Четвертого раунду безпосередньо й визначалася трійка учасників фінального турніру чемпіонату світу від конфедерації КОНКАКАФ, а також четверта команда — учасниця матчу плей-оф з представницею КОНМЕБОЛ.

## Посів
Жеребкування проходило 25 листопада 2007 року в Дурбані, Південно-Африканська Республіка. Команди були поділені на 6 кошиків залежно від актуального рейтингу національних збірних. Першими починали змагання команди кошиків E та F, які у першому раунді визначали поміж собою 11 з 22 команд, що приєднаються до команд з решти кошиків і продовжать змагання у раунді другому. У першому раунді кожному з представників кошику E (сіяних) шляхом жеребкування визначався суперник з кошику F (несіяних).
Команди з решти кошиків розпочинали змагання кваліфікаційного турніру з другого раунду, у якому 11 переможців першого раунду та команда з кошику D (збірна Сент-Вінсент і Гренадин) були несіяними та шляхом жеребкування отримували в суперники представників одного з кошиків A—C:
- Кошик A: 3 збірних з найбільшим рейтингом, у третьому раунді сіятимуться першими у групах.
- Кошик B: 3 збірних з наступним за величиною рейтингом, у третьому раунді сіятимуться другими у групах.
- Кошик C: 6 збірних з наступним за величиною рейтингом, сіяні у другому раунді.

| Кошик A (починали з Другого раунду) (1—3 місця рейтингу) | Кошик B (починали з Другого раунду) (4—6 місця рейтингу) | Кошик C (починали з Другого раунду) (7—12 місця рейтингу) |
| -------------------------------------------------------- | --- | --- |
| - Мексика - США - Коста-Рика                             | - Гондурас - Панама - Тринідад і Тобаго | - Ямайка - Куба - Гаїті - Гватемала - Канада - Гаяна |
| Кошик D (починали з Другого раунду) (13 місце рейтингу)  | Кошик E (починали з Першого раунду) (14—24 місця рейтингу) | Кошик F (починали з Першого раунду) (25—35 місця рейтингу) |
| - Сент-Вінсент і Гренадини                               | - Барбадос - Суринам - Бермудські Острови - Антигуа і Барбуда - Сент-Кіттс і Невіс - Домініканська Республіка - Сальвадор - Багамські Острови - Нікарагуа - Гренада - Сент-Люсія | - Острови Теркс і Кайкос - Нідерландські Антильські острови - Британські Віргінські Острови - Домініка - Кайманові Острови - Пуерто-Рико - Ангілья - Беліз - Американські Віргінські Острови - Монтсеррат - Аруба |

## Перший раунд
У першому раунді боротьбу розпочали 22 команди, що мали регіональний рейтинг від 14 до 35. Команди з рейтингом 14–24 були на цьому етапі сіяними та отримували в супротивники шляхом жеребкування одну з несіяних команд (з рейтингом 25—35). Отримані жеребкуванням 11 пар проводили між собою по дві гри — одній вдома і одній у гостях. Виключенням були пари Пуерто-Рико — Домініканська Республіка, Гренада — Американські Віргінські острови та Монтсеррат — Суринам, між якими проводилася лише одна гра, оскільки один із суперників не міг забезпечити необхідної якості стадіону для проведення домашньої зустрічі.
Команди, що здобули перемоги за сумою двох матчів проходили далі до Другого раунду.
| Команда 1                       | Заг.       | Команда 2                        | 1-й матч | 2-й матч    |
| Група 1                         | Група 1    | Група 1                          | Група 1  | Група 1     |
| ------------------------------- | ---------- | -------------------------------- | -------- | ----------- |
| Домініка                        | 1–2        | Барбадос                         | 1-1      | 0–1         |
| Острови Теркс і Кайкос          | 2–3        | Сент-Люсія                       | 2–1      | 0–2         |
| Бермудські Острови              | 4–2        | Кайманові Острови                | 1–1      | 3–1         |
| Аруба                           | 0–4        | Антигуа і Барбуда                | 0–3      | 0–1         |
| Група 2                         |            |                                  |          |             |
| Беліз                           | 4–2        | Сент-Кіттс і Невіс               | 3–11     | 1–1         |
| Багамські Острови               | (ч.п.) 3–3 | Британські Віргінські Острови    | 1–1      | 2–22        |
| Домініканська Республіка        | 0–1        | Пуерто-Рико                      | —        | 0–1 (д.ч.)3 |
| Група 3                         |            |                                  |          |             |
| Американські Віргінські Острови | 0–10       | Гренада                          | —        | 0–103       |
| Суринам                         | 7–1        | Монтсеррат                       | —        | 7–14        |
| Сальвадор                       | 16–0       | Ангілья                          | 12–0     | 4–05        |
| Нікарагуа                       | 0–3        | Нідерландські Антильські острови | 0–1      | 0–2         |

1 Збірна Белізу проводила свій домашній матч у Гватемалі.
2 Обидва матчі проводилися на Багамських Островах.
3 Проводився лише один матч через брак стадіону, що задовольняв би вимогам ФІФА.
4 Проводився один матч на нейтральному полі на території Тринідаду і Тобаго, оскільки жодна зі сторін не мала стадіону, що задовольняв би вимогам ФІФА.
5 проводився на території США через відсутність стадіону, що задовольняв би вимогам ФІФА, на території Ангільї.

## Другий раунд
У Другому раунді взяли участь 11 переможців Першого раунду, а також 13 найкращих за регіональним рейтингом збірних, які починали змагання безпосередньо з Другого раунду. Шляхом жеребкування визначили 12 пар команд, при жеребкуванні переможці Першого раунду, а також збірна Сент-Вінсент і Гренадин (13-та за рейтингом команда) були несіяними, а команди з рейтингом 1—12 — сіяними. Команди в кожній парі проводили між собою по дві гри, одній удома та одній у гостях, переможець кожної пари за сумою двох зустрічей проходив до Третього раунду. Матчі Другого раунду відбувалися в червні 2008 року.
| Команда 1                | Заг.    | Команда 2                        | 1-й матч | 2-й матч |
| Група 1                  | Група 1 | Група 1                          | Група 1  | Група 1  |
| ------------------------ | ------- | -------------------------------- | -------- | -------- |
| США                      | 9–0     | Барбадос                         | 8–0      | 1–0      |
| Гватемала                | 9–1     | Сент-Люсія                       | 6–0      | 3–11     |
| Тринідад і Тобаго        | 3–2     | Бермудські Острови               | 1–2      | 2–0      |
| Антигуа і Барбуда        | 3–8     | Куба                             | 3–4      | 0–4      |
| Група 2                  |         |                                  |          |          |
| Беліз                    | 0–9     | Мексика                          | 0–22     | 0–7      |
| Ямайка                   | 13–0    | Багамські Острови                | 7–0      | 6–03     |
| Гондурас                 | 6–2     | Пуерто-Рико                      | 4–0      | 2–2      |
| Сент-Вінсент і Гренадини | 1–7     | Канада                           | 0–34     | 1–4      |
| Група 3                  |         |                                  |          |          |
| Гренада                  | 2–5     | Коста-Рика                       | 2–2      | 0–3      |
| Суринам                  | 3–1     | Гаяна                            | 1–0      | 2–1      |
| Панама                   | 2–3     | Сальвадор                        | 1–0      | 1–3      |
| Гаїті                    | 1–0     | Нідерландські Антильські острови | 0–0      | 1–0      |

1 Збірна Сент-Люсії проводила свій домашній матч у США.
2 Збірна Белізу проводила свій домашній матч у США.
3 Збірна Багамських Островів проводила свій домашній матч на Ямайці.
4 Черговість матчів вдома та в гостях змінили порівняно з результатами жеребкування.

## Третій раунд
Участь у Третьому раунді брали команди, що здобули перемоги у Другому раунді. Відповідно до сформованих ще до початку відбору кошиків 12 учасників Третього раунду були шляхом жеребкування розділені на 3 групи по 4 команди у кожній. У рамках групового турніру кожна з команд-учасниць зіграла з іншими командами своєї групи по два матчі (один вдома і один у гостях).
Право участі у наступному, Четвертому раунді отримали команди, що зайняли у своїй групі перше або друге місце.

### Група 1
| Team              | І | В | Н | П | М+ | М- | РМ  | О  |
| ----------------- | - | - | - | - | -- | -- | --- | -- |
| США               | 6 | 5 | 0 | 1 | 14 | 3  | +11 | 15 |
| Тринідад і Тобаго | 6 | 3 | 2 | 1 | 9  | 6  | +3  | 11 |
| Гватемала         | 6 | 1 | 2 | 3 | 6  | 7  | −1  | 5  |
| Куба              | 6 | 1 | 0 | 5 | 5  | 18 | −13 | 3  |

 class="wikitable" style="text-align:center; font-size:90%;"
|                   | Куба  | Гватемала | Тринідад і Тобаго | США   |
| ----------------- | ----- | --------- | ----------------- | ----- |
| Куба              | –     | 2 – 1     | 1 – 3             | 0 – 1 |
| Гватемала         | 4 – 1 | –         | 0 – 0             | 0 – 1 |
| Тринідад і Тобаго | 3 – 0 | 1 – 1     | –                 | 2 – 1 |
| США               | 6 – 1 | 2 – 0     | 3 – 0             | –     |

### Група 2
| Team     | І | В | Н | П | М+ | М- | РМ | О  |
| -------- | - | - | - | - | -- | -- | -- | -- |
| Гондурас | 6 | 4 | 0 | 2 | 9  | 5  | +4 | 12 |
| Мексика  | 6 | 3 | 1 | 2 | 9  | 6  | +3 | 10 |
| Ямайка   | 6 | 3 | 1 | 2 | 6  | 6  | 0  | 10 |
| Канада   | 6 | 0 | 2 | 4 | 6  | 13 | −7 | 2  |

 class="wikitable" style="text-align:center; font-size:90%;"
|          | Канада | Гондурас | Ямайка | Мексика |
| -------- | ------ | -------- | ------ | ------- |
| Канада   | –      | 1 – 2    | 1 – 1  | 2 – 2   |
| Гондурас | 3 – 1  | –        | 2 – 0  | 1 – 0   |
| Ямайка   | 3 – 0  | 1 – 0    | –      | 1 – 0   |
| Мексика  | 2 – 1  | 2 – 1    | 3 – 0  | –       |

### Група 3
| Team       | І | В | Н | П | М+ | М- | РМ  | О  |
| ---------- | - | - | - | - | -- | -- | --- | -- |
| Коста-Рика | 6 | 6 | 0 | 0 | 20 | 3  | +17 | 18 |
| Сальвадор  | 6 | 3 | 1 | 2 | 11 | 4  | +7  | 10 |
| Гаїті      | 6 | 0 | 3 | 3 | 4  | 13 | −9  | 3  |
| Суринам    | 6 | 0 | 2 | 4 | 4  | 19 | −15 | 2  |

 class="wikitable" style="text-align:center; font-size:90%;"
|            | Коста-Рика | Сальвадор | Гаїті | Суринам |
| ---------- | ---------- | --------- | ----- | ------- |
| Коста-Рика | –          | 1 – 0     | 2 – 0 | 7 – 0   |
| Сальвадор  | 1 – 3      | –         | 5 – 0 | 3 – 0   |
| Гаїті      | 1 – 3      | 0 – 0     | –     | 2 – 2   |
| Суринам    | 1 – 4      | 0 – 2     | 1 – 1 | –       |

## Четвертий раунд
Шість збірних, що досягли Четвертого раунду, провели між собою груповий турнір, під час якого кожна з команд зіграла з усіма супротивниками по дві гри, одній вдома та одній у гостях. Три найкращі за результатами турніру команди отримали право участі у фінальній частині чемпіонату світу 2010 року, а команда, що зайняла четверту позицію, пробилася до інтерзонального плей-оф, в рамках якого розіграла ще одну путівку до ПАР у двоматчовому протистоянні з представником КОНМЕБОЛ.
|                   | І  | В | Н | П | М+ | М- | РМ  | О  |
| ----------------- | -- | - | - | - | -- | -- | --- | -- |
| США               | 10 | 6 | 2 | 2 | 19 | 13 | +6  | 20 |
| Мексика           | 10 | 6 | 1 | 3 | 18 | 12 | +6  | 19 |
| Гондурас          | 10 | 5 | 1 | 4 | 17 | 11 | +6  | 16 |
| Коста-Рика        | 10 | 5 | 1 | 4 | 15 | 15 | 0   | 16 |
| Сальвадор         | 10 | 2 | 2 | 6 | 9  | 15 | −6  | 8  |
| Тринідад і Тобаго | 10 | 1 | 3 | 6 | 10 | 22 | −12 | 6  |

 class="wikitable" style="text-align:center; font-size:90%;"
|                   | Коста-Рика | Сальвадор | Гондурас | Мексика | Тринідад і Тобаго | США |
| ----------------- | ---------- | --------- | -------- | ------- | ----------------- | --- |
| Коста-Рика        | –          | 1–0       | 2–0      | 0–3     | 4–0               | 3–1 |
| Сальвадор         | 1–0        | –         | 0–1      | 2–1     | 2–2               | 2–2 |
| Гондурас          | 4–0        | 1–0       | –        | 3–1     | 4–1               | 2–3 |
| Мексика           | 2–0        | 4–1       | 1–0      | –       | 2–1               | 2–1 |
| Тринідад і Тобаго | 2–3        | 1–0       | 1–1      | 2–2     | –                 | 0–1 |
| США               | 2–2        | 2–1       | 2–1      | 2–0     | 3–0               | –   |

## Плей-оф з представником КОНМЕБОЛ
Команда, що зайняла четверте місце у Четвертому раунді (збірна Коста-Рики) розігрувала ще одне місце у фінальній частині чемпіонату світу з командою, що зайняла 5 місце у кваліфікаційному турнірі зони КОНМЕБОЛ, якою стала збірна Уругваю. Цей плей-оф складався з двох матчів, одного вдома і одного у гостях.
Жеребкування черговості цих двох матчів відбулося 2 червня 2009 року в Нассау, Багамські Острови.
| Команда 1  | Заг. | Команда 2 | 1-й матч | 2-й матч |
| ---------- | ---- | --------- | -------- | -------- |
| Коста-Рика | 1–2  | Уругвай   | 0–1      | 1–1      |

За сумою двох матчів перемогу з рахунком 2–1 виборола збірна Уругваю, одержавши право участі у фінальній частині чемпіонату світу 2010 року.

## Бомбардири
Найкращі бомбардири в матчах кваліфікаційного раунду зони КОНКАКАФ за право участі в чемпіонаті світу 2010 року:
| Позиція | Гравець            | Усього | Голів за раундами | Голів за раундами | Голів за раундами | Голів за раундами | Голів за раундами |
| Позиція | Гравець            | Усього | Р 1               | Р 2               | Р 3               | Р 4               | П-офф             |
| ------- | ------------------ | ------ | ----------------- | ----------------- | ----------------- | ----------------- | ----------------- |
| 1       | Рудіс Корралес     | 8      | 6                 | 0                 | 1                 | 1                 | X                 |
| 2       | Карлос Павон       | 7      | —                 | 0                 | 0                 | 7                 | X                 |
| 2       | Латон Шелтон       | 7      | —                 | 5                 | 2                 | X                 | X                 |
| 4       | Алі Герба          | 6      | —                 | 4                 | 2                 | X                 | X                 |
| 4       | Брайан РуЇз        | 6      | —                 | 1                 | 3                 | 2                 | 0                 |
| 4       | Елісео Квінтанілья | 6      | 1                 | 2                 | 1                 | 2                 | X                 |
| 4       | Карлос Руїз        | 6      | —                 | 4                 | 2                 | X                 | X                 |
| 4       | Карло Костлі       | 6      | —                 | 0                 | 1                 | 5                 | X                 |
| 4       | Джозі Алтідор      | 6      | —                 | 0                 | 1                 | 5                 | X                 |
| 10      | Селсо Ворхес       | 5      | —                 | 0                 | 2                 | 3                 | 0                 |
| 10      | Венслі Крістоф     | 5      | 2                 | 0                 | 3                 | X                 | X                 |
| 10      | Клінт Демпсі       | 5      | —                 | 2                 | 2                 | 1                 | X                 |